# Raw Talent
Raw Talent ist ein US-amerikanischer Porno-Spielfilm des Regisseurs Larry Revene aus dem Jahr 1984. Er wurde 1984 bei den Critics' Adult Film Awards und 1986 bei den AVN Awards jeweils als „Best Film“ ausgezeichnet. Der Film enthält nur fünf Sexszenen und gleicht einer Hollywood-Story mit Dialogen und lustigen Einlagen. Die schauspielerischen Leistungen der Darsteller sind für einen Pornofilm überdurchschnittlich. Er zählt daher zu den Klassikern des Hardcorefilms aus den 80er Jahren.

## Handlung
Eddie ist ein erfolgloser Schauspieler. Eines Tages begleitet er einen Freund zu einem Porno-Dreh in New York. Als Eddie dort seine Fähigkeiten unter Beweis stellt, beginnt seine Karriere als Porno-Star. Zufällig bekommt er auch eine Rolle in einer familienfreundlichen Soap-Opera. Dann kommt seine nicht jugendfreie Vergangenheit ans Licht und Eddie wird in Talk-Shows eingeladen. Er verliert seinen Job beim Fernsehen, doch findet die große Liebe mit einer Schauspielschülerin, Nancy.

## Auszeichnungen
- 1984: Critics' Adult Film Award – Best Film
- 1985: Adult Film Association of America Award – Best Supporting Actress (Lisa De Leeuw)
- 1985: Adult Film Association of America Award – Best Screenplay
- 1986: AVN Award –  Best Film
- 1986: AVN Award – Best Supporting Actress – Film (Lisa De Leeuw)

## Fortsetzungen
- Im Jahr 1987 drehte der Regisseur Joyce Snyder mit den teilweise gleichen Darstellern eine Fortsetzung mit dem Titel „Raw Talent 2“, die jedoch nicht an den Erfolg des ersten Teils anknüpfen konnte. Im Jahr 1988 wurde der dritte Teil „Raw Talent 3“ veröffentlicht.